# Kluane/Wrangell-St. Elias/Glacier Bay/Tatshenshini-Alsek
Kluane/Wrangell-St. Elias/Glacier Bay/Tatshenshini-Alsek er et canadisk-amerikansk naturparksystem, der ligger i grænseområdet mellem Alaska, Yukon og British Columbia. Det samlede område af parkerne er på 98.391,21 km² Parksystemet blev i 1979 udnævnt til UNESCO-verdensarvsområde for sine imponerende gletsjere og isørkener samt for de vigtige habitater for dyrearter som grizzlybjørn, rensdyr og tyndhornsfår.

## Parker
De fire parker, der tilsammen udgør parksystemet, er: 
- Kluane Nationalpark og -reservat (Canada)
- Wrangell-St. Elias Nationalpark (USA)
- Glacier Bay Nationalpark (USA)
- Tatshenshini-Alsek Provinspark (British Columbia, Canada)